# 土蜜畸節蜱
土蜜畸節蜱（学名：Abacarus tomentosus）为節蜱科畸節蜱屬下的一个种。